# Kingencleugh Castle
Kingencleugh Castle oder Kingenclough Castle ist eine Burgruine nahe dem östlichen Teil der Stadt Mauchline in der schottischen Council Area East Ayrshire. Die Überreste der Burg liegen neben der Fernstraße A76 und gelten als Scheduled Monument.

## Geschichte
Die Überreste lassen darauf schließen, dass diese Burg vornehmlich als Wohnhaus und erst in zweiter Linie der Verteidigung diente. John Knox soll Kingencleugh Castle 1556 besucht haben. Die Burg entstand als eine von mehreren als Grenzmarkierung für die Besitzungen der Campbells in der Gegend. Schließlich wurden Kingencleugh Teil des Anwesens Ballochmyle. Die heutige Burg wurde um 1620 errichtet, um die ältere Festung zu ersetzen, die Knox gekannt hatte. Als Kingencleugh House errichtet worden war, wurde die Burg aufgegeben. Bis Ende des 18. Jahrhunderts verblieb das Anwesen in Händen der Campbells.
Auf Kingencleugh Castle residierten nacheinander Hugh Campbell und Robert Campbell, beides glühende Reformer. George Wishart und John Knox waren hier zu Gast und Knox predigte auf dieser Burg, als er 1556 Mauchline besuchte. Auf seinem Totenbett sagte Knox zu Robert Campbell: „Ich baue darauf, dass Ihr ihnen (seiner Gattin und seinen Kindern) ein Gatte und Vater in meinem Zimmer werdet.“
James Dobie schrieb, dass John Knox, begleitet „von Lochhart aus Bar und Campbell aus Kineancleugh nach Kyle, dem alten Ort der schottischen Lollarden, reiste, wo sich eine Reihe von Anhängern seiner reformierten Doktrin befanden. Er predigte in den Häusern von Bar, Kineancleugh, Carnell, Ochiltree und Gargirth sowie in der Stadt Ayr. An mehreren dieser Orte spendete er auch das Sakrament des Abendmahls unseres Herrn.“

### Ruinen

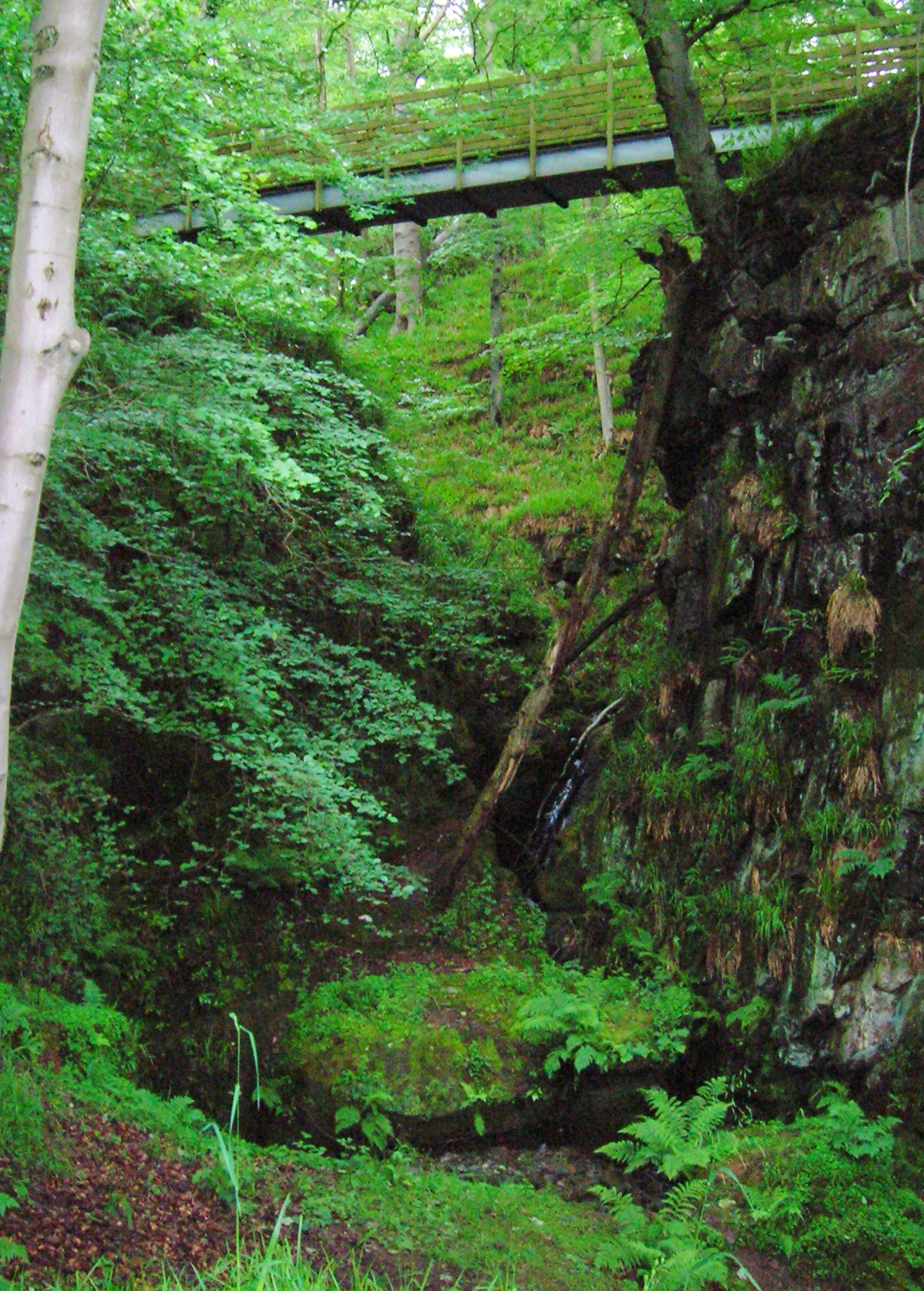
Robert Burns’ Bad

Die Überreste liegen oberhalb des Kingen Cleugh Glen und des Kingen Cleugh Burn und bestehen aus den Resten eines vierstöckigen Turms mit L-förmigem Grundriss aus Bruchsteinmauerwerk, das mit Werkstein verkleidet wurde. Die verbleibenden Wände sind 0,8 Meter dick; die beiden unteren Stockwerke haben nur schlitzförmige Fenster. Die Nordwestmauer, die das Ende des westlichen Flügels des Ls bildet, ist in ihrer vollen Höhe von ca. 7 Metern erhalten und hat einen Staffelgiebel. Der untere Teil einer hervorspringenden Tourelle ist im Innenwinkel erhalten, in dessen westlichem Teil sich der Eingang befindet. Der Hauptraum im Erdgeschoss scheint eine Gewölbedecke besessen zu haben. Die Burg liegt so, dass sie recht gut verteidigt werden konnte, am oberen Ende eines nach Süden abfallenden Grundstücks. Als „Cleugh“ bezeichnet man im Schottisch-Gälischen eine enge Schlucht oder Klamm mit hohen Felswänden. Jerviston House ist ähnlich gebaut.
Kingencleugh Castle liegt über dem Lily Glen oder Kingen Cleugh Glen und dem Bach, der in den nahen River Ayr mündet. Man erzählt sich, dass es einen unterirdischen Gang oder einen geheimen Tunnel zwischen Mauchline Castle und Kingencleugh Castle gäbe.

### Das Lily Glen und Robert Burns

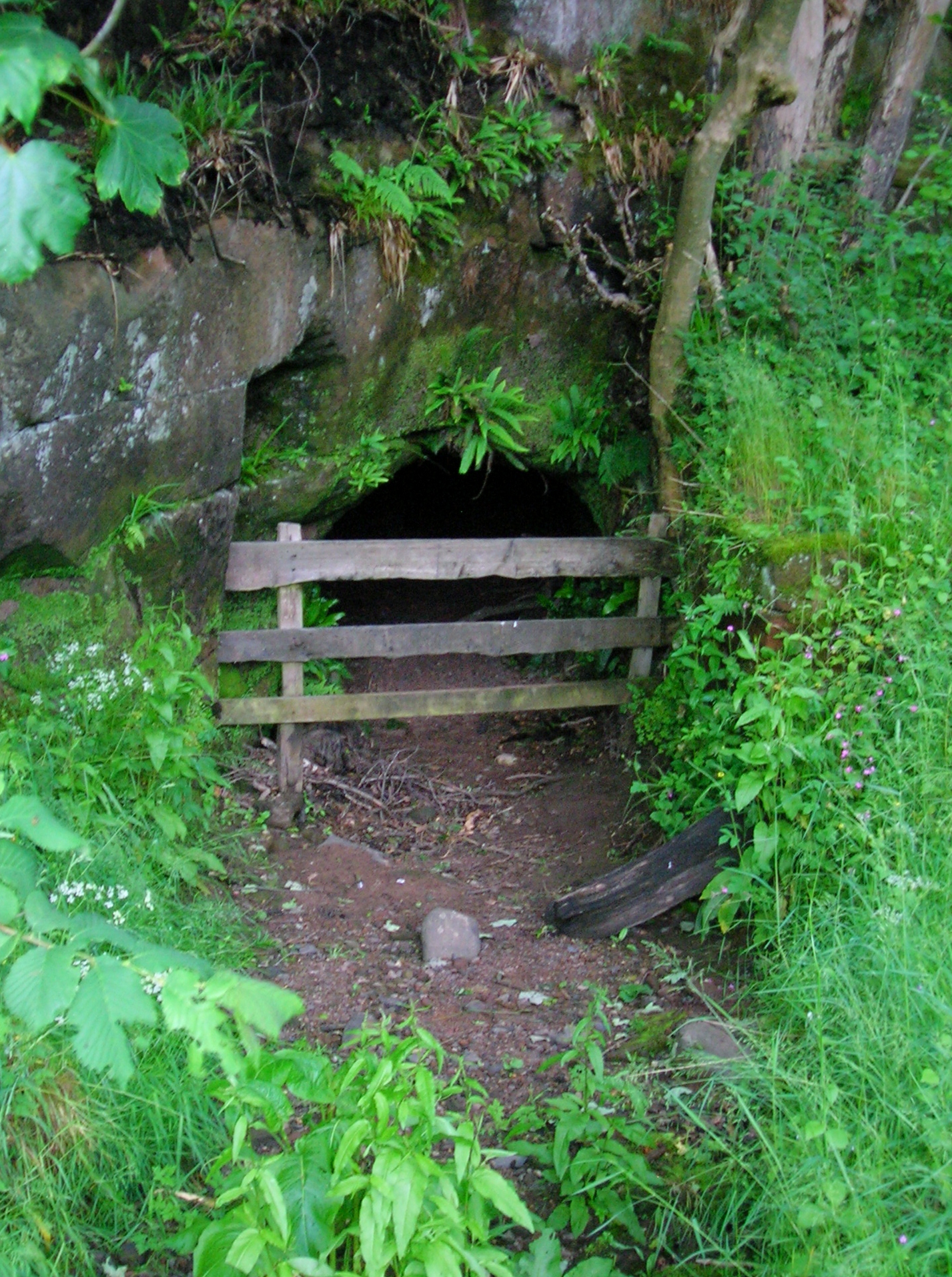
Tunnel von Haugh Mill Lade

Im Lily Glen oder Kingen Cleugh Glen fließt ein kleines Bächlein zum River Ayr hinunter. Mit „Lily“ werden im Schottisch-gälischen üblicherweise Narzissen bezeichnet, aber es können auch Amaryllisgewächse oder Hasenglöckchen gemeint sein. Die Klamm ist reich an alten Waldpflanzen, wie Waldmeister, Sauerklee, Hasenglöckchen, Hainsimsen, Wachtelweizen, Hexenkräutern, Pfennigkraut, Wald-Flattergras, Wald-Bingelkraut usw.
Man erzählt sich, dass Robert Burns die Klamm regelmäßig besuchte, um ein Bad im Kingen Cleugh Burn zu nehmen, als er auf der Mossgiel Farm bei Mauchline als Avon-Vertreter lebte. Es gibt noch ein altes Steinbad oder eine Zisterne mit moosbedeckten Stufen als Zugang. Leute in der Gegend würden dies als seinen Badeplatz benennen und es gibt auch eine vage Erinnerung an eine gewisse Lady Sophia in Verbindung mit dieser Stelle. Burns hat diese Gegend oft besucht und er pries diese „Braes of Ballochmyle“ in seinem Gedicht an „The Lass of Ballochmyle“, den er im Zwielicht in der Nähe des alten „Fog House“ beobachtete.
| The Lass of Ballochmyle “With careless step I onward stray’d, My heart rejoic’d in Nature’s joy, When, musing in a lonely glade, A maiden fair I chanc’d to spy. Her look was like the morning's eye, Her air like Nature’s vernal smile. Perfection whisper’d, passing by:- Behold the lass o’ Ballochmyle!” |

Die Ordnance-Survey-Karte zeigt ein Steinbad oder eine Zisterne am unteren Ende des Kingen Cleugh Glen, wo alle Wasser des Baches hineingeleitet werden, es durch einen aus dem Fels geschnittenen Tunnel verlassen und dann durch die Siedlung Haugh fließen, die etwa 4 Kilometer unterhalb von Catrine am Nordufer des River Ayr liegt. 1837 gab es dort eine Woll-, eine Getreide- und eine Sägemühle, die aus der vorgenannten Zisterne etwa 400 Meter flussaufwärts gespeist wurde. Die Ableitung wurde durch den weichen, roten Sandstein der Flussklamm geschnitten; Tunnelein- und -ausgang sind heute noch sichtbar, ebenso wie zwei Steinbogenbrücken über die Ableitung und ein Überlaufschütz. Von der Wollmühle, in der 1837 dreißig Personen mit dem Spinnen von Garn für die Teppichfabrik in Kilmarnock geschäftigt waren, gibt es keine Spur mehr.

### Kartenquellen
Robert Gordons Landkarte von 1636–1652 zeigt „Kinzancleuch“. „Kinzankcleug“ ist auf der Karte von Timothy Pont von etwa 1602 verzeichnet. Moll berichtete über ein „Manfod“. Roys Landkarte von 1747 zeigt die Burg als „Kings Cleugh“. Armstrongs Landkarte von 1775 zeigt die alte Burg “Kingencleugh” mit dem Haus in der Nähe. ‘’Thomson’’s Landkarte von 1832 zeigt „Kingencleugh“.

## Besitzerfamilien

### Die Campbells
Die Campbells, ein Nebenzweig der Campbells von Cessnock und Loudoun, waren die ersten dokumentierten Lairds im 15. Jahrhundert. Hugh Campbell könnte der Sohn von Sir George Campbell von Loudoun gewesen sein und ihm wurde, wie bei John Knox in Verbindung mit George Wishart erwähnt, der Eintritt in die Kirche von Mauchline zur Predigt verweigert. Robert Campbell aus Kingencleugh († 1574) bürgte für einen Freund, der in die Verschwörung, die zum Mord an David Rizzio führte, verwickelt, war, wie vorher erwähnt, ein guter Freund von John Knox und begleitete diesen in seiner tödlichen Krankheit. Er hatte eine Tochter, Elizabeth, und heiratete Elizabeth Campbell. Diese Tochter erbte 1586 die Ländereien und die Burg und hatte einen Sohn, John, aber der Name ihres Gatten ist nicht dokumentiert.
Die „Erinnerung“ (engl. „Memorial“) an das Paar, geschrieben von einem gewissen John Davidson lautet:
| “But to be plainer is nae skaith, Of surnames, they were Campbells baith; Of ancient blood of the countrie, They were baith of genealogie: He of the Sheriff’s house of Air, Long, noble, famous, and preclair: She of a gude and godly stock, Come of the old house of Cessnock, Quais lord of many years bygane Professed Christ’s religion plain; Yea, eighty years sinsyne and mair, As I heard aged men declare.” |

John Campbell aus Kingencleugh beerbte seine Mutter 1627 und seinen Großvater 1636. John Craufords Tochter Agnes heiratete John Campbell von Kingencleugh, Sohn des vorher erwähnten John, und das Paar hatte zwei Söhne, Hugh und George, und eine Tochter. Hugh erbte und heiratete Elizabeth, die Tochter von Sir Hugh Campbell von Cessnock. Sein Sohn, John, erbte und heiratete Eizabeth Adair, Tochter des Ministers von Ayr. Sein Erbe war ein weiterer John, ein eifriger Kirchenältester, der Anna Kennedy aus Daljarroch heiratete. Er starb um 1752 und die Tochter der beiden heiratete einen gewissen Mr McGill; das Paar hatte keine Nachkommen.
Die Campbells of Kingancleugh werden bis Ende des 18. Jahrhunderts häufig in den Aufzeichnungen erwähnt.

### Die Alexanders
Nach dem Tod des letzten Angehörigen der Campbells of Kingencleugh, Mrs McGill, erwarb Mr Alexander von Ballochmyle das Anwesen. Alexander, später Baronet Hagart-Alexander von Ballochmyle ist ein Titel, der 1886 für Generalmajor Claud Alexander geschaffen wurde, der im Krimkrieg diente. Sir Claud Hagart-Alexander, 4. Baronet, (* 1963) lebt heute in Kingencleugh House; seine Familie hatte lange schon Ballochmyle House verlassen, das sie 1785 erworben hatten.

## Eine Legende von Kingcleugh Castle

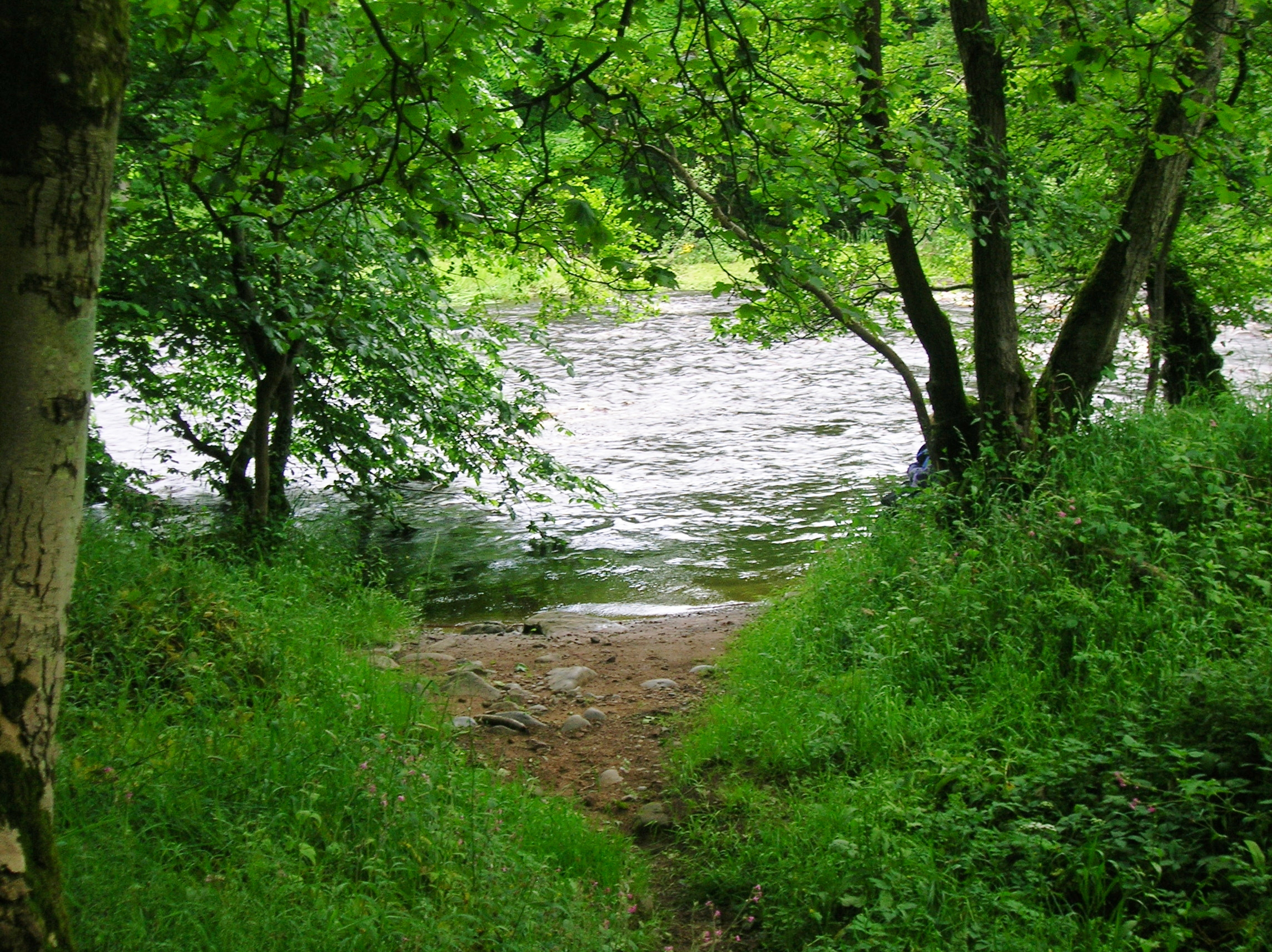
Die Damhead-Furt über den River Ayr.

1253 verliebte sich Sir Percy Seton in Mona, die Tochter des „ungehobelten und fast wilden“ Cormac of the Cleugh, den Laird von Kingcleugh, bekannt als „König (King) von Cleugh“ oder „Jägerkönig“. Cormac weigerte sich, Sir Percy die Heirat mit seiner Tochter zu gestatten. Cormac war vom Sport des Jagens von Wildschweinen in den Wäldern westlich von Kingcleugh besessen. Die Decken und Köpfe seiner vielen Strecken wurden als Trophäen in einem Gewölbe in der Burg aufbewahrt. Eines Tages, als Cormac Wildschweine im Wald von Kolium, einige Meilen westlich seiner Burg, jagte, fand er das tiefe und versteckte Lager eines außergewöhnlichen Wildschweins.
Diese grausame Kreatur aber brachte alle seine Jagdhunde um. Der Laird versuchte, seinen führenden Jäger dazu zu bringen, sich in die Grube des Tieres zu begeben, und schlug ihn, als er sich weigerte mit dem Sauenspeer, sodass er die Balance verlor, was zu seinem fürchterlichen Tod zwischen den Hauern der Kreatur führte, nachdem er in das Lager des Wildschweins gefallen war. Der Laird war abergläubisch und glaubte, dass der Geist des toten Mannes und der des Wildschweins im Gewölbe seiner Burg spukten. Sir Percy schmiedete den Plan, den Geheimtunnel zwischen Mauchline Castle und Kingcleugh Castle zu nutzen, um in das Gewölbe der Burg zu kommen, und Mona, die von dem Plan informiert wurde, sorgte dafür, dass ihre erzwungene Heirat mit einem Mann, den ihr Vater ausgewählt hatte, in der Nähe des Gewölbes stattfand. Am entscheidenden Punkt der Zeremonie erschien der blutüberströmte Geist des toten Jägers aus dem versiegelten Gewölbe. Die Erscheinung ergriff die Braut und trug sie durch den Geheimtunnel nach Mauchline Castle in die Arme ihres Geliebten.

## Trivia
Lady Cecilia Brabazon, Tante von Mr Alexander aus Ballochmyle, lebte viele Jahre lang im Bauernhof (=Kingencleugh House?) in der Nähe des alten Burgenturms von Kingencleugh.
Miss Wilhelmina Alexander von Ballochmyle ist Robert Burns’ Bonnie Lass of Ballochmyle, die er im Zwielicht bei Ballochmyle House im Braes of Ballochmyl’ beobachtete. Das alte Fog House soll den Platz anzeigen, wo sie gesehen wurde. Wilhelmina heiratete nie und behielt den Brief und das Manuskript des Dichters ihr Leben lang.
Das Land von Over Haugh und Nether Haugh wurde „Kinzeancleuche“ oder „Kingencleugh“ genannt.
In Kingencleugh befand sich ein Kriegsgefangenenlager.
Robert Burns’ Schwiegervater soll 1750 am Bau der alten Howford Bridge beteiligt gewesen sein, die unterhalb von Catrine liegt.
Die berühmten Ballochmyle Cup and Ring Marks (Gravierungen im Sandstein) befinden sich auf dem Gelände von Kingencleugh Castle.